# University (Mississippi)
University est une census-designated place située dans le comté de Lafayette, dans l’État du Mississippi, aux États-Unis. Sa population s’élevait à 4 202 habitants lors du recensement de 2010.

## Source
- (en) Cet article est partiellement ou en totalité issu de l’article de Wikipédia en anglais intitulé « University, Mississippi » (voir la liste des auteurs).